# 米塔格山 (薩斯費)
46°05′04″N 7°56′16″E / 46.084564°N 7.937712°E

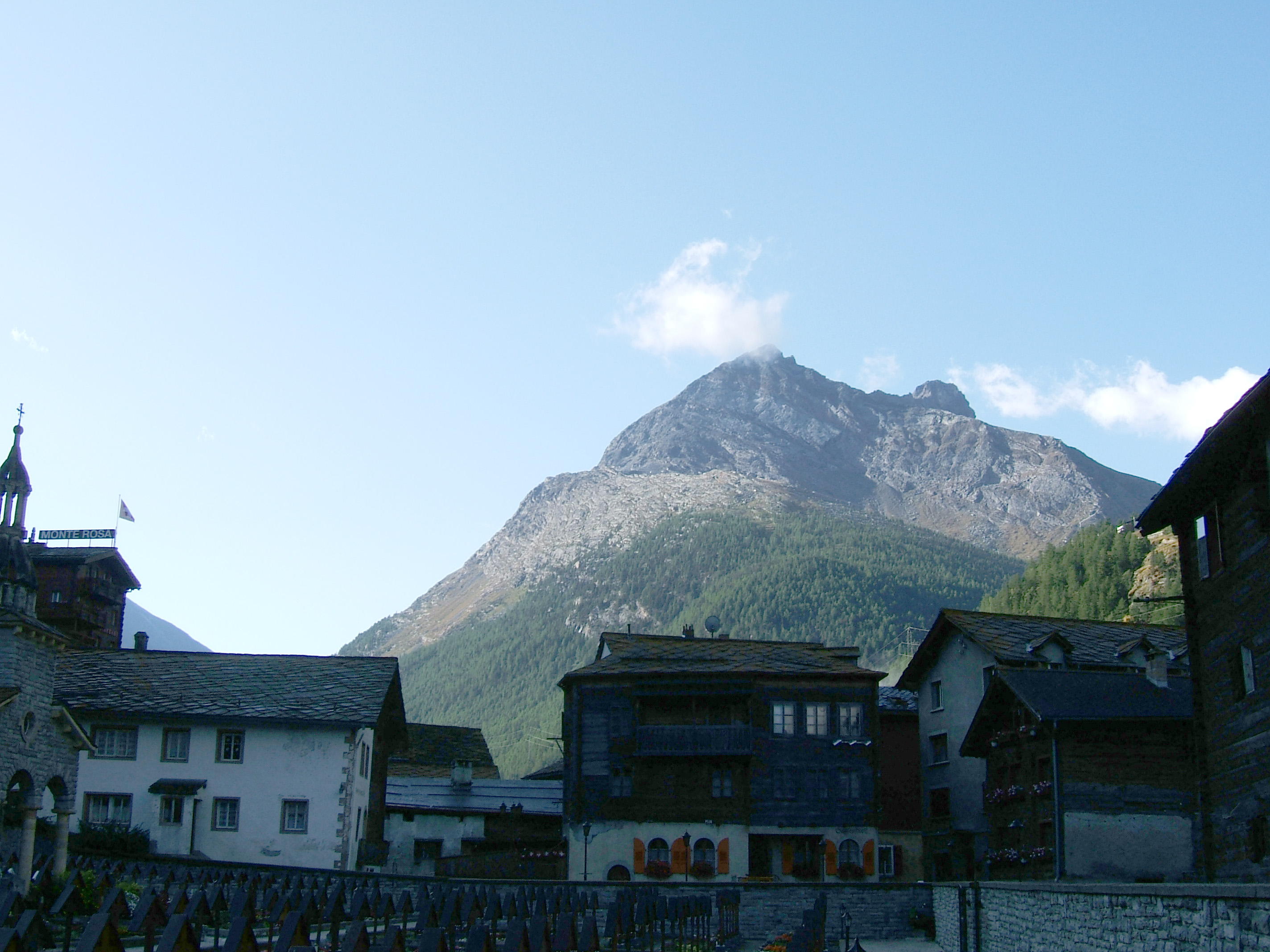

米塔格山（Mittaghorn），是瑞士的山峰，位於該國西南部，由瓦萊州負責管轄，屬於本寧阿爾卑斯山脈的一部分，俯瞰薩斯費，海拔高度3,143米，人類在1865年首次登頂。